# Барет
Barrett Firearms Manufacturing (Оръжеен завод „Барет“) е американска компания за производство на огнестрелни оръжия и боеприпаси. Основана е през 1982 г. от Рони Барет с цел производство на самозарядни винтовки, използващи боеприпаси .50 BMG.

## Продукти

### Снайперски оръжия
- Barrett M82
- Barrett M90
- Barrett M95
- Barrett M98
- Barrett M98B
- Barrett M99
- Barrett XM109
- Barrett XM500
- Barrett MRAD

### Автомати
- Barrett M468
- Barrett REC7

### Картечници
- Barrett M240LW